# João Vaz (organista)
João Vaz (Lisboa, 1963) é um organista português.

## Biografia
João Vaz estudou no Instituto Gregoriano de Lisboa, aluno de Antoine Sibertin-Blanc onde terminou, com elevada classificação, o Curso Superior de Órgão.
Teve ainda como professores, Édouard Souberbielle e Joaquim Simões da Hora. 
João Vaz é actualmente professor de órgão da Escola Superior de Música de Lisboa. Foi assistente convidado da Universidade de Évora e na Universidade Católica Portuguesa no Departamento de Artes, no polo do Porto. É consultor permanente para o restauro do conjunto de seis órgãos da Basílica de Mafra. Organista da Igreja de Nossa Senhora de Fátima, em Lisboa, desde 1986, foi nomeado, em 1997, titular do órgão histórico da Igreja de São Vicente de Fora. Tem realizado recitais de órgão na Europa, e na América do Sul.

## Discografia
1- Fr. José Marques e Silva: Responsórios de Sexta-Feira Santa, Capella Patriarchal, João Vaz (órgão e direcção), MPMP, 2015.
2- Historic Organ (1765) São Vicente de Fora, Lisbon, João Vaz (órgão), IFO Classics (cd), 2014.
3- Os seis órgãos da Basílica de Mafra, João Vaz, Rui Paiva, António Esteireiro, António Duarte, Sérgio Silva, Isabel Albergaria (órgãos), Coro Sinfónico Lisboa Cantat, Jorge Alves (direcção), RTP edições / Althum (dvd), 2012.
4- El organista ‘portoges’: Livro de Órgão de Frei Roque da Conceição, João Vaz (órgão), Institución Fernando el Católico – Órganos históricos en Aragón (cd), 2011.
5- Fr. Fernando de Almeida: Responsórios de Quinta-Feira Santa, Missa Ferial, Capella Patriarchal, João Vaz (direcção), Althum (cd), 2010.
6- Portugal & Italia: os órgãos das igrejas da Misericórdia e de Santiago de Tavira, João Vaz (órgão), Música XXI (cd), 2008.
7- Dieterich Buxtehude, Johann Pachelbel: o órgão da Igreja de Nossa Senhora do Cabo, Linda-a-Velha, João Vaz (órgão), Juventude Musical Portuguesa (cd), 2008.
8- Música para o teatro de Gil Vicente, Segréis de Lisboa, Manuel Morais (direcção), Portugaler 2007-2 (cd), 2007.
9- Carlos Seixas: Musica sacra, Jennifer Smith (soprano), Nicki Kennedy (soprano), Nicolas Domingues (alto), Mário Alves (tenor), António Wagner Diniz (baixo), Segréis de Lisboa, Coral Lisboa Cantat, Manuel Morais (direcção), João Vaz (órgão), Portugaler 2010-2 (cd) 2003.
10- António Carreira: Tentos e Fantasias, João Vaz (órgão), Portugaler 2004-2 (cd) 2002.
11- Pastorale: O órgão do Convento de Santa Clara, Funchal, João Vaz (órgão), Ana Ferraz (soprano), Ricardo Lopes (oboé barroco), Capella 1001-2 (cd) 2001.
12- Música Sacra: O Órgão da Sé Catedral do Funchal, João Vaz (órgão), Ana Ferraz (soprano), Philips 538159-2 (cd) 1998.
13- Os Mais Belos Órgãos de Portugal, Açores, João Vaz (órgão), Rui Paiva (órgão), António Duarte (órgão), Movieplay 3-11045 A/B/C (3cd) 1995.
14- Portugaliae Monumenta Organica II, João Vaz (órgão), Rui Paiva (órgão), Philips 528582-2 (2cd) 1991.
15- Fábrica de Sons, Instrumentos Históricos do Museu da Música de Lisboa, Philips 446294-2 (cd) 1994.
16- Fundo Musical da Santa Casa da Misericórdia de Lisboa, João Vaz (órgão), Coro Cantus Firmus, Jorge Matta (direcção), Coro Laus Deo, Idalete Giga (direcção), Movieplay 3-11030 (cd) 1993.
17- Portugaliae Monumenta Organica, João Vaz (órgão), Rui Paiva (órgão), Philips 514201-2 (2cd) 1991.